# Llista de monuments de Caldes de Malavella
Llista de monuments de Caldes de Malavella inclosos en l'Inventari del Patrimoni Arquitectònic de Catalunya per al municipi de Caldes de Malavella (Selva). Inclou els inscrits en el Registre de Béns Culturals d'Interès Nacional (BCIN) amb la classificació de monument històric, els béns culturals d'interès local (BCIL) de caràcter immoble i la resta de béns arquitectònics integrants del patrimoni cultural català.
| Monument                                                                          | Protecció       | Estil/època                                                            | Localització                                                                                        | Coordenades                                          | Codi?         | Imatge |
| --------------------------------------------------------------------------------- | --------------- | ---------------------------------------------------------------------- | --------------------------------------------------------------------------------------------------- | ---------------------------------------------------- | ------------- | --- |
| Banys Romans                                                                      | BCIN 85-MH      | Romà                                                                   | Caldes de Malavella C. Termes Romanes - c. Pla i Deniel                                             | 41° 50′ 17″ N, 2° 48′ 30″ E / 41.83818°N,2.80841°E   | RI-51-0000557 | Banys Romans (Caldes de Malavella) · Vegeu més fotos d'aquest monument · Carregueu una nova foto d'aquest monument                                    |
| Castell de Caldes                                                                 | BCIN 576-MH     | XII                                                                    | Caldes de Malavella C. Sant Grau                                                                    | 41° 50′ 19″ N, 2° 48′ 30″ E / 41.838548°N,2.808341°E | RI-51-0005824 | Castell de Caldes (Caldes de Malavella) · Vegeu més fotos d'aquest monument · Carregueu una nova foto d'aquest monument                               |
| Castell de Malavella                                                              | BCIN 577-MH     | Obra popular XII, XIV                                                  | Caldes de Malavella A 3 km al sud de Caldes en direcció a Malavella Parc i Ermita de Sant Maurici   | 41° 49′ 00″ N, 2° 48′ 00″ E / 41.816799°N,2.799904°E | RI-51-0005825 | Castell de Malavella (Caldes de Malavella) · Vegeu més fotos d'aquest monument · Carregueu una nova foto d'aquest monument                            |
| Muralla medieval                                                                  | BCIN 4060-MH-ZA | Medieval                                                               | Caldes de Malavella Ctra. de Llagostera - pl. Ajuntament                                            | 41° 50′ 21″ N, 2° 48′ 34″ E / 41.839134°N,2.809505°E | RI-51-0005826 | Muralla medieval (Caldes de Malavella) · Vegeu més fotos d'aquest monument · Carregueu una nova foto d'aquest monument                                |
| Església parroquial de Sant Esteve de Caldes                                      | BCIL 2021       | Romànic, barroc XI                                                     | Caldes de Malavella C. St. Maria - c. Mas Ros                                                       | 41° 50′ 12″ N, 2° 48′ 32″ E / 41.836542°N,2.808787°E | IPA-27039     | Església parroquial de Sant Esteve de Caldes (Caldes de Malavella) · Vegeu més fotos d'aquest monument · Carregueu una nova foto d'aquest monument    |
| Can Trellas                                                                       | BCIL 2021       | Gòtic tardà XIII                                                       | Caldes de Malavella C. Plaça dels Polls, 11                                                         | 41° 50′ 18″ N, 2° 48′ 36″ E / 41.83825°N,2.80999°E   | IPA-27041     | Can Trellas (Caldes de Malavella) · Vegeu més fotos d'aquest monument · Carregueu una nova foto d'aquest monument                                     |
| Caseta de pou de la Font de la Vaca                                               | BCIL 2021       | Modernisme XX (1925)                                                   | Caldes de Malavella Parc de la Font de la Vaca                                                      | 41° 50′ 03″ N, 2° 48′ 29″ E / 41.83422°N,2.80793°E   | IPA-27042     | Caseta de pou de la Font de la Vaca (Caldes de Malavella) · Vegeu més fotos d'aquest monument · Carregueu una nova foto d'aquest monument             |
| Glorieta de Sant Grau                                                             | BCIL 2021       | Eclecticisme XX Inici                                                  | Caldes de Malavella C. St. Grau                                                                     | 41° 50′ 18″ N, 2° 48′ 29″ E / 41.83841°N,2.80801°E   | IPA-27043     | Glorieta de Sant Grau (Caldes de Malavella) · Vegeu més fotos d'aquest monument · Carregueu una nova foto d'aquest monument                           |
| Font de la Vaca                                                                   | BCIL 2021       | Modernisme XX                                                          | Caldes de Malavella Parc de la Font de la Vaca                                                      | 41° 50′ 03″ N, 2° 48′ 29″ E / 41.83422°N,2.8081°E    | IPA-27044     | Font de la Vaca (Caldes de Malavella) · Vegeu més fotos d'aquest monument · Carregueu una nova foto d'aquest monument                                 |
| Casinet de la Font de la Vaca                                                     | BCIL 2021       | Modernisme XX                                                          | Caldes de Malavella Parc de la Font de la Vaca                                                      | 41° 50′ 03″ N, 2° 48′ 28″ E / 41.83429°N,2.8078°E    | IPA-27045     | Casinet de la Font de la Vaca (Caldes de Malavella) · Vegeu més fotos d'aquest monument · Carregueu una nova foto d'aquest monument                   |
| Xalet al carrer Sant Esteve, 2                                                    | BCIL 2021       | Noucentisme XX (1925)                                                  | Caldes de Malavella C. Sant Esteve, 2 - av. St. Maurici                                             | 41° 50′ 07″ N, 2° 48′ 24″ E / 41.835352°N,2.806772°E | IPA-27046     | Xalet al carrer Sant Esteve, 2 (Caldes de Malavella) · Vegeu més fotos d'aquest monument · Carregueu una nova foto d'aquest monument                  |
| Biblioteca Pública, Escola Nacional de Nens, Biblioteca Francesc Ferrer i Guàrdia | BCIL 2021       | Noucentisme XX                                                         | Caldes de Malavella C. de la Llibertat, 6                                                           | 41° 50′ 19″ N, 2° 48′ 35″ E / 41.838588°N,2.809734°E | IPA-27047     | Biblioteca Pública (Caldes de Malavella) · Vegeu més fotos d'aquest monument · Carregueu una nova foto d'aquest monument                              |
| Xalet d'Anna Vela                                                                 | BCIL 2021       | Eclecticisme XX Inici, XX Final                                        | Caldes de Malavella Av. Dr. Furest, 97                                                              | 41° 50′ 18″ N, 2° 48′ 13″ E / 41.83838°N,2.80362°E   | IPA-27048     | Xalet d'Anna Vela (Caldes de Malavella) · Vegeu més fotos d'aquest monument · Carregueu una nova foto d'aquest monument                               |
| Casa Bonanova, Xalet Mare de Déu de la Bonanova                                   | BCIL 2021       | Eclecticisme XX Inici                                                  | Caldes de Malavella C. Pla i Deniel, 17                                                             | 41° 50′ 16″ N, 2° 48′ 29″ E / 41.83784°N,2.80812°E   | IPA-27049     | Casa Bonanova (Caldes de Malavella) · Vegeu més fotos d'aquest monument · Carregueu una nova foto d'aquest monument                                   |
| Casa al carrer Pla i Deniel, 15                                                   | BCIL 2021       | Modernisme                                                             | Caldes de Malavella C. Pla i Deniel, 15                                                             | 41° 50′ 16″ N, 2° 48′ 29″ E / 41.83779°N,2.80815°E   | IPA-27050     | Casa al carrer Pla i Deniel, 15 (Caldes de Malavella) · Vegeu més fotos d'aquest monument · Carregueu una nova foto d'aquest monument                 |
| Habitatge al carrer Pla i Deniel, 16                                              | BCIL 2021       | Eclecticisme XX Inici                                                  | Caldes de Malavella C. Pla i Deniel, 16                                                             | 41° 50′ 16″ N, 2° 48′ 30″ E / 41.83776°N,2.8083°E    | IPA-27051     | Habitatge al carrer Pla i Deniel, 16 (Caldes de Malavella) · Vegeu més fotos d'aquest monument · Carregueu una nova foto d'aquest monument            |
| Templet del Brollador de l'Hospital, Cobert de la mina d'aigua                    | BCIL 2021       | Eclecticisme XX Inici                                                  | Caldes de Malavella C. Pla i Deniel - c. Sant Grau                                                  | 41° 50′ 18″ N, 2° 48′ 30″ E / 41.83834°N,2.80821°E   | IPA-27052     | Templet del Brollador de l'Hospital (Caldes de Malavella) · Vegeu més fotos d'aquest monument · Carregueu una nova foto d'aquest monument             |
| Cal Ferrer de la Plaça, Cal Ferrer, Cal Perella                                   |                 | Obra popular, gòtic XV                                                 | Caldes de Malavella Pl. de l'Ajuntament, 20                                                         | 41° 50′ 20″ N, 2° 48′ 34″ E / 41.83898°N,2.80945°E   | IPA-27053     | Cal Ferrer de la Plaça (Caldes de Malavella) · Vegeu més fotos d'aquest monument · Carregueu una nova foto d'aquest monument                          |
| Casa Rosa, abans Casa Diota-Llevi o Diotallevi, Tita-Llevi, Casa Estapé           | BCIL 2021       | Modernisme XX Inici                                                    | Caldes de Malavella C. Sant Grau - c. Vall-llobera                                                  | 41° 50′ 18″ N, 2° 48′ 31″ E / 41.83841°N,2.80871°E   | IPA-27054     | Casa Rosa (Caldes de Malavella) · Vegeu més fotos d'aquest monument · Carregueu una nova foto d'aquest monument                                       |
| Part d'edifici d'origen medieval                                                  |                 | Obra popular XV                                                        | Caldes de Malavella C. Plaça dels Polls, 1 - c. Polls, 5                                            | 41° 50′ 18″ N, 2° 48′ 36″ E / 41.838273°N,2.81004°E  | IPA-27055     | Part d'edifici d'origen medieval (Caldes de Malavella) · Vegeu més fotos d'aquest monument · Carregueu una nova foto d'aquest monument                |
| Casa Bell-Estar                                                                   | BCIL 2021       | Modernisme XIX Final, XX                                               | Caldes de Malavella Rambla Recolons, 54 - c. Nou, 10                                                | 41° 50′ 06″ N, 2° 48′ 36″ E / 41.83512°N,2.80993°E   | IPA-27056     | Casa Bell-Estar (Caldes de Malavella) · Vegeu més fotos d'aquest monument · Carregueu una nova foto d'aquest monument                                 |
| Xalet al carrer Sant Antoni, 11, Casa Perxacs                                     | BCIL 2021       | Modernisme XX Inici                                                    | Caldes de Malavella C. Sant Antoni, 11 - c. Núria                                                   | 41° 50′ 11″ N, 2° 48′ 33″ E / 41.83627°N,2.80921°E   | IPA-27057     | Xalet al carrer Sant Antoni, 11 (Caldes de Malavella) · Vegeu més fotos d'aquest monument · Carregueu una nova foto d'aquest monument                 |
| Torre número 2                                                                    | BCIL 2021       | Noucentisme XX (1925)                                                  | Caldes de Malavella Av. Sant Maurici - pg. de la Granja, 1                                          | 41° 50′ 06″ N, 2° 48′ 24″ E / 41.83505°N,2.80659°E   | IPA-27058     | Torre número 2 (Caldes de Malavella) · Vegeu més fotos d'aquest monument · Carregueu una nova foto d'aquest monument                                  |
| Torre número 5, Torre dels Cavalls                                                | BCIL 2021       | Historicisme XX (1925)                                                 | Caldes de Malavella C. Verdaguer 53 - c. del Nord 5                                                 | 41° 50′ 03″ N, 2° 48′ 24″ E / 41.834277°N,2.806557°E | IPA-27059     | Torre número 5 (Caldes de Malavella) · Vegeu més fotos d'aquest monument · Carregueu una nova foto d'aquest monument                                  |
| Vil·la Catalina, torre número 1                                                   | BCIL 2021       | Noucentisme, modernisme XX (1925)                                      | Caldes de Malavella Pg. de la Granja, 8                                                             | 41° 50′ 04″ N, 2° 48′ 25″ E / 41.83434°N,2.80682°E   | IPA-27060     | Vil·la Catalina (Caldes de Malavella) · Vegeu més fotos d'aquest monument · Carregueu una nova foto d'aquest monument                                 |
| Vil·la Rosàrio, Torre dels Alemanys                                               | BCIL 2021       | Historicisme XX Inici                                                  | Caldes de Malavella Rambla d'en Rufí, 12                                                            | 41° 50′ 04″ N, 2° 48′ 38″ E / 41.83436°N,2.81066°E   | IPA-27061     | Vil·la Rosàrio (Caldes de Malavella) · Vegeu més fotos d'aquest monument · Carregueu una nova foto d'aquest monument                                  |
| Casa Mas Ros, Casa del Mestre Mas i Ros, xalet compositor Francesc Mas Ros        | BCIL 2021       | Modernisme XX Inici                                                    | Caldes de Malavella Rambla Recolons, 13 - c. de les Roques, 2-4                                     | 41° 50′ 12″ N, 2° 48′ 36″ E / 41.83672°N,2.80989°E   | IPA-27062     | Casa Mas Ros (Caldes de Malavella) · Vegeu més fotos d'aquest monument · Carregueu una nova foto d'aquest monument                                    |
| Habitatge al carrer dels Polls, 22                                                | BCIL 2021       | Obra popular XVII, XVIII                                               | Caldes de Malavella C. dels Polls, 22                                                               | 41° 50′ 18″ N, 2° 48′ 37″ E / 41.83826°N,2.81036°E   | IPA-27063     | Habitatge al carrer dels Polls, 22 (Caldes de Malavella) · Vegeu més fotos d'aquest monument · Carregueu una nova foto d'aquest monument              |
| Casa Pla i Deniel                                                                 | BCIL 2021       | Eclecticisme XIX Final                                                 | Caldes de Malavella Pl. de St. Esteve, 15                                                           | 41° 50′ 13″ N, 2° 48′ 28″ E / 41.83697°N,2.80769°E   | IPA-27064     | Casa Pla i Deniel (Caldes de Malavella) · Vegeu més fotos d'aquest monument · Carregueu una nova foto d'aquest monument                               |
| Casa-jardí Pla i Deniel                                                           | BCIL 2021       | Modernisme XX Inici                                                    | Caldes de Malavella C. Mare de Déu del Carme, 14                                                    | 41° 50′ 12″ N, 2° 48′ 26″ E / 41.83677°N,2.80727°E   | IPA-27065     | Casa-jardí Pla i Deniel (Caldes de Malavella) · Vegeu més fotos d'aquest monument · Carregueu una nova foto d'aquest monument                         |
| Can Motlló, Habitatge a la rambla Recolons, 24                                    | BCIL 2021       | Eclecticisme, modernisme, noucentisme XX Inici                         | Caldes de Malavella Rambla Recolons, 24 - c. Verdaguer                                              | 41° 50′ 10″ N, 2° 48′ 35″ E / 41.83603°N,2.80979°E   | IPA-27068     | Can Motlló (Caldes de Malavella) · Vegeu més fotos d'aquest monument · Carregueu una nova foto d'aquest monument                                      |
| Casa Matheu                                                                       | BCIL 2021       | Modernisme XX                                                          | Caldes de Malavella Av. Dr. Furest, 8                                                               | 41° 50′ 14″ N, 2° 48′ 27″ E / 41.83724°N,2.80761°E   | IPA-27069     | Casa Matheu (Caldes de Malavella) · Vegeu més fotos d'aquest monument · Carregueu una nova foto d'aquest monument                                     |
| Torre dels Ocells                                                                 | BCIL 2021       | Monumentalisme academicista, modernisme XX Mitjan                      | Caldes de Malavella Av. Dr. Furest i Roca, 10-12                                                    | 41° 50′ 14″ N, 2° 48′ 26″ E / 41.83726°N,2.80734°E   | IPA-27070     | Torre dels Ocells (Caldes de Malavella) · Vegeu més fotos d'aquest monument · Carregueu una nova foto d'aquest monument                               |
| Casa Sala, Torre d'en Sala                                                        | BCIL 2021       | Eclecticisme, modernisme XX Inici                                      | Caldes de Malavella Rambla d'en Rufí, 7                                                             | 41° 50′ 07″ N, 2° 48′ 42″ E / 41.83535°N,2.81156°E   | IPA-27071     | Casa Sala (Caldes de Malavella) · Vegeu més fotos d'aquest monument · Carregueu una nova foto d'aquest monument                                       |
| Casa d'Angela Melichis                                                            | BCIL 2021       | Noucentisme XX Inici                                                   | Caldes de Malavella C. Mestre Mas i Ros, 24                                                         | 41° 50′ 09″ N, 2° 48′ 32″ E / 41.83573°N,2.80894°E   | IPA-27072     | Casa d'Angela Melichis (Caldes de Malavella) · Vegeu més fotos d'aquest monument · Carregueu una nova foto d'aquest monument                          |
| Església de Sant Grau                                                             | BCIL 2021       | Obra popular XII                                                       | Caldes de Malavella C. St. Grau                                                                     | 41° 50′ 19″ N, 2° 48′ 29″ E / 41.83861°N,2.80803°E   | IPA-27073     | Església de Sant Grau (Caldes de Malavella) · Vegeu més fotos d'aquest monument · Carregueu una nova foto d'aquest monument                           |
| Casa Quintana                                                                     | BCIL 2021       | Eclecticisme, modernisme XX                                            | Caldes de Malavella C. Prim, 2 - c. Sta. Maria, 32                                                  | 41° 50′ 12″ N, 2° 48′ 31″ E / 41.83669°N,2.8085°E    | IPA-27074     | Casa Quintana (Caldes de Malavella) · Vegeu més fotos d'aquest monument · Carregueu una nova foto d'aquest monument                                   |
| Balneari Prats                                                                    | BCIL 2021       | Eclecticisme, modernisme XIX (1900), XX (1912), XX Mitjan              | Caldes de Malavella Pl. Sant Esteve, 6-7 - c. Pla i Deniel, 2                                       | 41° 50′ 15″ N, 2° 48′ 31″ E / 41.83742°N,2.80857°E   | IPA-27075     | Balneari Prats (Caldes de Malavella) · Vegeu més fotos d'aquest monument · Carregueu una nova foto d'aquest monument                                  |
| Església i rectoria de Santa Seclina                                              | BCIL 2021       | Neoclassicisme, obra popular XIII                                      | Caldes de Malavella                                                                                 | 41° 47′ 54″ N, 2° 50′ 57″ E / 41.798342°N,2.849122°E | IPA-27079     | Església de Santa Seclina (Caldes de Malavella) · Vegeu més fotos d'aquest monument · Carregueu una nova foto d'aquest monument                       |
| Església i rectoria de Sant Mateu de Franciac                                     | BCIL 2021       | Romànic, barroc XI, XVIII                                              | Caldes de Malavella Franciac                                                                        | 41° 52′ 27″ N, 2° 47′ 08″ E / 41.87421°N,2.78565°E   | IPA-30467     | Sant Mateu de Franciac (Caldes de Malavella) · Vegeu més fotos d'aquest monument · Carregueu una nova foto d'aquest monument                          |
| Capella de Sant Maurici, escalinata i porta del temple                            | BCIL 2021       | Obra popular XIX                                                       | Caldes de Malavella Ctra. de Sant Maurici, sortida des de la urbanització de la Granja              | 41° 48′ 59″ N, 2° 48′ 01″ E / 41.8165°N,2.8003°E     | IPA-33703     | Capella de Sant Maurici (Caldes de Malavella) · Vegeu més fotos d'aquest monument · Carregueu una nova foto d'aquest monument                         |
| Font de la Mina, Raig d'en Mel                                                    | BCIL 2021       | Obra popular XX Inici                                                  | Caldes de Malavella C. Trasmuralla                                                                  | 41° 50′ 17″ N, 2° 48′ 39″ E / 41.838164°N,2.810707°E | IPA-33704     | Font de la Mina (Caldes de Malavella) · Vegeu més fotos d'aquest monument · Carregueu una nova foto d'aquest monument                                 |
| Can Matllo                                                                        | BCIL 2021       | Obra popular, gòtic-renaixement XVI                                    | Caldes de Malavella Trencall que surt de la Urb. Llac del Cigne                                     | 41° 50′ 10″ N, 2° 46′ 57″ E / 41.836163°N,2.782365°E | IPA-33705     | Can Matllo (Caldes de Malavella) · Vegeu més fotos d'aquest monument · Carregueu una nova foto d'aquest monument                                      |
| Can Companyó                                                                      |                 | Obra popular XVIII                                                     | Caldes de Malavella Esquerra ctra. Vidreres-Llagostera, prop rotonda.                               | 41° 48′ 40″ N, 2° 52′ 10″ E / 41.81124°N,2.86933°E   | IPA-33706     | Can Companyó (Caldes de Malavella) · Vegeu més fotos d'aquest monument · Carregueu una nova foto d'aquest monument                                    |
| Colònia Rodríguez                                                                 |                 | Obra popular XIX Final                                                 | Caldes de Malavella Rambla Recolons, 37                                                             | 41° 50′ 10″ N, 2° 48′ 36″ E / 41.836041°N,2.810064°E | IPA-33707     | Colònia Rodríguez (Caldes de Malavella) · Vegeu més fotos d'aquest monument · Carregueu una nova foto d'aquest monument                               |
| Cal Senyor Paredes                                                                | BCIL 2021       | Modernisme XX Inici                                                    | Caldes de Malavella C. de Mossèn Cinto Verdaguer, 1                                                 | 41° 50′ 09″ N, 2° 48′ 35″ E / 41.83589°N,2.80975°E   | IPA-33708     | Cal Senyor Paredes (Caldes de Malavella) · Vegeu més fotos d'aquest monument · Carregueu una nova foto d'aquest monument                              |
| Antics xalets de la rambla Recolons, 23-25                                        | BCIL 2021       | Noucentisme XX Inici                                                   | Caldes de Malavella Rambla Recolons, 23 i 25                                                        | 41° 50′ 11″ N, 2° 48′ 36″ E / 41.83629°N,2.80995°E   | IPA-33709     | Antics xalets de la rambla Recolons, 23-25 (Caldes de Malavella) · Vegeu més fotos d'aquest monument · Carregueu una nova foto d'aquest monument      |
| Xalets d'en Vilar                                                                 | BCIL 2021       | Eclecticisme XX Inici                                                  | Caldes de Malavella C. de Mossèn Cinto Verdaguer, 7 i 9                                             | 41° 50′ 09″ N, 2° 48′ 34″ E / 41.83584°N,2.8095°E    | IPA-33710     | Xalets d'en Vilar (Caldes de Malavella) · Vegeu més fotos d'aquest monument · Carregueu una nova foto d'aquest monument                               |
| Teatre-Casino Municipal                                                           | BCIL 2021       | Eclecticisme XX Inici, XX Final                                        | Caldes de Malavella C. Jacint Verdaguer                                                             | 41° 50′ 08″ N, 2° 48′ 33″ E / 41.83567°N,2.80923°E   | IPA-33711     | Teatre-Casino Municipal (Caldes de Malavella) · Vegeu més fotos d'aquest monument · Carregueu una nova foto d'aquest monument                         |
| Can Carbonell                                                                     |                 | Obra popular XVII                                                      | Caldes de Malavella Al mig de la urbanització Can Carbonell                                         | 41° 47′ 51″ N, 2° 50′ 43″ E / 41.797574°N,2.845377°E | IPA-33712     | Can Carbonell (Caldes de Malavella) · Vegeu més fotos d'aquest monument · Carregueu una nova foto d'aquest monument                                   |
| Can Solà Gros                                                                     |                 | Obra popular XVI                                                       | Caldes de Malavella C. Palamós, 10 (urbanització Can Solà Gros)                                     | 41° 51′ 09″ N, 2° 48′ 29″ E / 41.852395°N,2.808171°E | IPA-33713     | Can Solà Gros (Caldes de Malavella) · Vegeu més fotos d'aquest monument · Carregueu una nova foto d'aquest monument                                   |
| Escorxador Municipal                                                              | BCIL 2021       | Noucentisme XX                                                         | Caldes de Malavella C. Ponent                                                                       | 41° 50′ 28″ N, 2° 47′ 55″ E / 41.840992°N,2.798478°E | IPA-33714     | Escorxador Municipal (Caldes de Malavella) · Vegeu més fotos d'aquest monument · Carregueu una nova foto d'aquest monument                            |
| Estació de ferrocarril                                                            | BCIL 2021       | Eclecticisme XX                                                        | Caldes de Malavella Av. Dr. Furest                                                                  | 41° 50′ 28″ N, 2° 48′ 03″ E / 41.84108°N,2.80074°E   | IPA-33715     | Estació de ferrocarril (Caldes de Malavella) · Vegeu més fotos d'aquest monument · Carregueu una nova foto d'aquest monument                          |
| Casa al carrer Mas Ros, 6                                                         | BCIL 2021       | Eclecticisme XX                                                        | Caldes de Malavella C. Mas Ros, 6                                                                   | 41° 50′ 10″ N, 2° 48′ 31″ E / 41.83624°N,2.80856°E   | IPA-33716     | Casa al carrer Mas Ros, 6 (Caldes de Malavella) · Vegeu més fotos d'aquest monument · Carregueu una nova foto d'aquest monument                       |
| Habitatge al carrer Major, 25                                                     | BCIL 2021       | Modernisme XIX, XX                                                     | Caldes de Malavella C. Major, 25                                                                    | 41° 50′ 15″ N, 2° 48′ 36″ E / 41.83757°N,2.81008°E   | IPA-33719     | Habitatge al carrer Major, 25 (Caldes de Malavella) · Vegeu més fotos d'aquest monument · Carregueu una nova foto d'aquest monument                   |
| Can Xiberta                                                                       |                 | Obra popular XVIII, XIX                                                | Caldes de Malavella Veïnat de Dalt, 12                                                              | 41° 49′ 38″ N, 2° 50′ 28″ E / 41.82716°N,2.84113°E   | IPA-33721     | Carregueu una nova foto d'aquest monument |
| Can Pla                                                                           |                 | Obra popular XVI                                                       | Caldes de Malavella A tocar i a la dreta de la ctra. Caldes-Llagostera                              | 41° 49′ 59″ N, 2° 50′ 42″ E / 41.832949°N,2.844995°E | IPA-33722     | Carregueu una nova foto d'aquest monument |
| Can Poch                                                                          |                 | Obra popular XIX Final                                                 | Caldes de Malavella Veïnat de Mateues, 9                                                            | 41° 47′ 59″ N, 2° 50′ 16″ E / 41.7996°N,2.83791°E    | IPA-33723     | Can Poch (Caldes de Malavella) · Vegeu més fotos d'aquest monument · Carregueu una nova foto d'aquest monument                                        |
| Ca l'Orri                                                                         |                 | Obra popular XVII                                                      | Caldes de Malavella Veïnat de Dalt, 15                                                              | 41° 49′ 54″ N, 2° 50′ 59″ E / 41.83158°N,2.84982°E   | IPA-33724     | Ca l'Orri (Caldes de Malavella) · Vegeu més fotos d'aquest monument · Carregueu una nova foto d'aquest monument                                       |
| Can Feliu                                                                         |                 | Obra popular XVII                                                      | Caldes de Malavella Veïnat de Dalt, 28                                                              | 41° 51′ 00″ N, 2° 50′ 29″ E / 41.84999°N,2.84142°E   | IPA-33725     | Carregueu una nova foto d'aquest monument |
| Habitatge a la plaça dels Polls, 8                                                | BCIL 2021       | Eclecticisme XIX Final                                                 | Caldes de Malavella Pl. dels Polls, 8                                                               | 41° 50′ 17″ N, 2° 48′ 37″ E / 41.837947°N,2.810232°E | IPA-33726     | Habitatge a la plaça dels Polls, 8 (Caldes de Malavella) · Vegeu més fotos d'aquest monument · Carregueu una nova foto d'aquest monument              |
| Xalet al carrer Sant Esteve, 18                                                   | BCIL 2021       | Eclecticisme XIX                                                       | Caldes de Malavella C. Sant Esteve, 18                                                              | 41° 50′ 07″ N, 2° 48′ 25″ E / 41.83524°N,2.80694°E   | IPA-33727     | Xalet al carrer Sant Esteve, 18 (Caldes de Malavella) · Vegeu més fotos d'aquest monument · Carregueu una nova foto d'aquest monument                 |
| Can Fogueroles                                                                    |                 | Obra popular XVI                                                       | Caldes de Malavella Veïnat d'Israel, 51                                                             | 41° 51′ 55″ N, 2° 48′ 35″ E / 41.86528°N,2.8098°E    | IPA-33728     | Can Fogueroles (Caldes de Malavella) · Vegeu més fotos d'aquest monument · Carregueu una nova foto d'aquest monument                                  |
| Can Marquès                                                                       |                 | Obra popular                                                           | Caldes de Malavella Veïnat de Dalt, 32                                                              | 41° 50′ 33″ N, 2° 49′ 09″ E / 41.84248°N,2.81916°E   | IPA-33729     | Can Marquès (Caldes de Malavella) · Vegeu més fotos d'aquest monument · Carregueu una nova foto d'aquest monument                                     |
| Casa a la rambla Recolons, 15, xalet d'Antoni Mas                                 | BCIL 2021       | Eclecticisme XIX                                                       | Caldes de Malavella Rbla. Recolons, 15                                                              | 41° 50′ 12″ N, 2° 48′ 36″ E / 41.83658°N,2.80989°E   | IPA-33730     | Casa a la rambla Recolons, 15 (Caldes de Malavella) · Vegeu més fotos d'aquest monument · Carregueu una nova foto d'aquest monument                   |
| Casa al carrer Sant Antoni, 15                                                    | BCIL 2021       | Modernisme XIX                                                         | Caldes de Malavella C. Sant Antoni, 15                                                              | 41° 50′ 10″ N, 2° 48′ 32″ E / 41.83619°N,2.80894°E   | IPA-33731     | Casa al carrer Sant Antoni, 15 (Caldes de Malavella) · Vegeu més fotos d'aquest monument · Carregueu una nova foto d'aquest monument                  |
| Balneari Vichy Catalan                                                            | BCIL 2021       | Historicisme, modernisme Gaietà Buïgas i Monravà XIX (1898), XX (1904) | Caldes de Malavella Av. Doctor Furest i Roca, 32                                                    | 41° 50′ 20″ N, 2° 48′ 16″ E / 41.83882°N,2.80452°E   | IPA-33732     | Balneari Vichy Catalán (Caldes de Malavella) · Vegeu més fotos d'aquest monument · Carregueu una nova foto d'aquest monument                          |
| Cal Pebrot, abans Can Geroni Carreter                                             |                 | Obra popular XVII, XVIII, XX                                           | Caldes de Malavella Pl. de Sant Grau, 5                                                             | 41° 50′ 18″ N, 2° 48′ 33″ E / 41.83839°N,2.80927°E   | IPA-33733     | Cal Pebrot (Caldes de Malavella) · Vegeu més fotos d'aquest monument · Carregueu una nova foto d'aquest monument                                      |
| Can Manegat                                                                       | BCIL 2021       | Historicisme XX Inici                                                  | Caldes de Malavella C. Termes Romanes, 16                                                           | 41° 50′ 18″ N, 2° 48′ 33″ E / 41.83826°N,2.80918°E   | IPA-33734     | Can Manegat (Caldes de Malavella) · Vegeu més fotos d'aquest monument · Carregueu una nova foto d'aquest monument                                     |
| Pavelló-Saló de Te                                                                |                 | Eclecticisme XX Mitjan                                                 | Caldes de Malavella Av. Doctor Furest, 49                                                           | 41° 50′ 14″ N, 2° 48′ 21″ E / 41.83735°N,2.80585°E   | IPA-33735     | Pavelló-Saló de Te (Caldes de Malavella) · Vegeu més fotos d'aquest monument · Carregueu una nova foto d'aquest monument                              |
| Can Mataró                                                                        |                 | Obra popular, gòtic-renaixement XVI, XVIII                             | Caldes de Malavella Camí dreta N-II, direcció Girona, just passada benzinera cruïlla Caldes         | 41° 51′ 42″ N, 2° 47′ 23″ E / 41.86153°N,2.78982°E   | IPA-33736     | Can Mataró (Caldes de Malavella) · Vegeu més fotos d'aquest monument · Carregueu una nova foto d'aquest monument                                      |
| Cal Rei                                                                           |                 | Obra popular XV, XVIII, XX                                             | Caldes de Malavella Camí veïnal que surt de Caldes, just passada la urb. Can Solà Gros              | 41° 51′ 24″ N, 2° 48′ 37″ E / 41.856749°N,2.810291°E | IPA-33737     | Carregueu una nova foto d'aquest monument |
| Can Rufí                                                                          |                 | Obra popular XVI, XX                                                   | Caldes de Malavella Camí a continuació de la rambla d'en Rufí                                       | 41° 50′ 10″ N, 2° 48′ 50″ E / 41.83607°N,2.81377°E   | IPA-33738     | Can Rufí (Caldes de Malavella) · Vegeu més fotos d'aquest monument · Carregueu una nova foto d'aquest monument                                        |
| Ca l'Aluart, Ermita de Sant Sebastià                                              |                 | Obra popular, gòtic XV                                                 | Caldes de Malavella Camí Sant Sebastià, a la dreta de la ctra. N-II Caldes, km 0,5                  | 41° 49′ 47″ N, 2° 46′ 40″ E / 41.829830°N,2.777843°E | IPA-33739     | Ca n'Aluart (Caldes de Malavella) · Vegeu més fotos d'aquest monument · Carregueu una nova foto d'aquest monument                                     |
| Ca la Thiona, Hostal de la Tiona                                                  | BCIL 2021       | Obra popular XIV, XVII                                                 | Caldes de Malavella Trencall esquerra N-II Caldes-Girona, abans trencall Franciac                   | 41° 52′ 10″ N, 2° 46′ 27″ E / 41.869477°N,2.774115°E | IPA-33740     | Ca la Thiona (Caldes de Malavella) · Vegeu més fotos d'aquest monument · Carregueu una nova foto d'aquest monument                                    |
| Can Thió                                                                          |                 | Obra popular XVII, XVIII                                               | Caldes de Malavella Costat església parroquial de Franciac, trencall dreta Ctra. N-II Caldes-Girona | 41° 52′ 23″ N, 2° 47′ 09″ E / 41.87307°N,2.78578°E   | IPA-33741     | Can Thió (Caldes de Malavella) · Vegeu més fotos d'aquest monument · Carregueu una nova foto d'aquest monument                                        |
| Can Thió de la Bassa, Can Thió de Baix                                            |                 | Obra popular XVII                                                      | Caldes de Malavella Trencall al Restaurant Thiona a la ctra. N-II                                   | 41° 52′ 25″ N, 2° 46′ 40″ E / 41.873713°N,2.777859°E | IPA-33742     | Can Thió de la Bassa (Caldes de Malavella) · Vegeu més fotos d'aquest monument · Carregueu una nova foto d'aquest monument                            |
| Ca l'Aymeric, Ca l'Aimeric                                                        | BCIL 2021       | Obra popular XVI-XVII                                                  | Caldes de Malavella Ctra. N-II Caldes-Girona, km 702                                                | 41° 51′ 48″ N, 2° 46′ 38″ E / 41.86324°N,2.77733°E   | IPA-33743     | Ca l'Aimeric (Caldes de Malavella) · Vegeu més fotos d'aquest monument · Carregueu una nova foto d'aquest monument                                    |
| Pou de glaç de n'Oller                                                            |                 | Obra popular XIX                                                       | Caldes de Malavella                                                                                 | 41° 50′ 04″ N, 2° 48′ 48″ E / 41.83452°N,2.81345°E   | IPA-43447     | Carregueu una nova foto d'aquest monument |
| Entrada als jardins d'Agua Imperial San Narciso                                   | BCIL 2021       | XX                                                                     | Caldes de Malavella C. Pla Deniel, 23                                                               | 41° 50′ 18″ N, 2° 48′ 29″ E / 41.83836°N,2.80797°E   | IPA-52477     | Entrada als jardins d'Agua Imperial San Narciso (Caldes de Malavella) · Vegeu més fotos d'aquest monument · Carregueu una nova foto d'aquest monument |
| Entrada a Agua Imperial San Narciso a glorieta                                    | BCIL 2021       | XX                                                                     | Caldes de Malavella C. Pla Deniel                                                                   | 41° 50′ 19″ N, 2° 48′ 29″ E / 41.83848°N,2.80802°E   | IPA-52482     | Carregueu una nova foto d'aquest monument |
| Entrada al Parc de la Font de la Vaca                                             | BCIL 2021       |                                                                        | Caldes de Malavella Parc de la Font de la Vaca                                                      | 41° 50′ 03″ N, 2° 48′ 27″ E / 41.83415°N,2.80759°E   | IPA-52483     | Entrada al Parc de la Font de la Vaca (Caldes de Malavella) · Vegeu més fotos d'aquest monument · Carregueu una nova foto d'aquest monument           |
| Molí de Vent                                                                      | BCIL 2021       | XX                                                                     | Caldes de Malavella Pg. de Ronda                                                                    | 41° 50′ 14″ N, 2° 48′ 21″ E / 41.83714°N,2.80577°E   | IPA-52488     | Carregueu una nova foto d'aquest monument |
| Llinda de pedra a l'antiga masia inexistent                                       | BCIL 2021       | XVIII                                                                  | Caldes de Malavella Pl. Ajuntament, 5                                                               | 41° 50′ 20″ N, 2° 48′ 35″ E / 41.83896°N,2.80966°E   | IPA-52491     | Carregueu una nova foto d'aquest monument |
| Edifici a la plaça Polls, 7                                                       | BCIL 2021       |                                                                        | Caldes de Malavella Pl. Polls, 7                                                                    | 41° 50′ 17″ N, 2° 48′ 36″ E / 41.83813°N,2.81007°E   | IPA-52494     | Carregueu una nova foto d'aquest monument |
| Edifici al carrer Polls, 9                                                        | BCIL 2021       | XVII-XVIII                                                             | Caldes de Malavella C. Polls, 9                                                                     | 41° 50′ 18″ N, 2° 48′ 37″ E / 41.83821°N,2.81027°E   | IPA-52499     | Carregueu una nova foto d'aquest monument |
| Edifici al carrer de la Plaça Petita, 15                                          | BCIL 2021       | XVII-XVIII                                                             | Caldes de Malavella C. Plaça Petita, 15                                                             | 41° 50′ 18″ N, 2° 48′ 37″ E / 41.83843°N,2.81023°E   | IPA-52500     | Carregueu una nova foto d'aquest monument |
| Edifici al carrer Polls, 13                                                       | BCIL 2021       | XVII-XVIII                                                             | Caldes de Malavella C. Polls, 13 - pl. Petita                                                       | 41° 50′ 18″ N, 2° 48′ 37″ E / 41.83836°N,2.81022°E   | IPA-52502     | Carregueu una nova foto d'aquest monument |
| Edifici a la plaça Petita, 13                                                     | BCIL 2021       | XVII-XVIII                                                             | Caldes de Malavella Pl. Petita, 13                                                                  | 41° 50′ 18″ N, 2° 48′ 37″ E / 41.83839°N,2.81017°E   | IPA-52503     | Carregueu una nova foto d'aquest monument |
| Entrada a Agua Imperial San Narciso a termes                                      | BCIL 2021       | XX                                                                     | Caldes de Malavella C. Pla Deniel                                                                   | 41° 50′ 18″ N, 2° 48′ 29″ E / 41.83823°N,2.80811°E   | IPA-52504     | Carregueu una nova foto d'aquest monument |
| Edifici al carrer Cruïlles, 10                                                    | BCIL 2021       | XVII-XVIII                                                             | Caldes de Malavella Pl. Cruïlles, 6 - c. Cruïlles, 10                                               | 41° 50′ 19″ N, 2° 48′ 33″ E / 41.83865°N,2.80916°E   | IPA-52507     | Carregueu una nova foto d'aquest monument |
| Edifici al carrer Plaça Petita, 11                                                | BCIL 2021       | XIII-XVI                                                               | Caldes de Malavella C. Plaça Petita, 11                                                             | 41° 50′ 18″ N, 2° 48′ 36″ E / 41.83838°N,2.81010°E   | IPA-52510     | Carregueu una nova foto d'aquest monument |
| Edifici al carrer Major, 39                                                       | BCIL 2021       | XVII-XIX                                                               | Caldes de Malavella C. Major, 39                                                                    | 41° 50′ 14″ N, 2° 48′ 35″ E / 41.83722°N,2.80980°E   | IPA-52511     | Carregueu una nova foto d'aquest monument |
| Edifici al carrer Major, 32                                                       | BCIL 2021       | XVII-XIX                                                               | Caldes de Malavella C. Major, 32                                                                    | 41° 50′ 15″ N, 2° 48′ 36″ E / 41.83743°N,2.80988°E   | IPA-52517     | Carregueu una nova foto d'aquest monument |
| Edifici a l'avinguda Sant Maurici, 10                                             | BCIL 2021       |                                                                        | Caldes de Malavella Av. Sant Maurici, 10 - c. Nou                                                   | 41° 50′ 10″ N, 2° 48′ 28″ E / 41.83614°N,2.80791°E   | IPA-52522     | Carregueu una nova foto d'aquest monument |
| Edifici al carrer Plaça Petita, 2                                                 | BCIL 2021       | XVII-XVIII                                                             | Caldes de Malavella C. Plaça Petita, 2 - c. Major, 3                                                | 41° 50′ 18″ N, 2° 48′ 35″ E / 41.83837°N,2.80974°E   | IPA-52901     | Carregueu una nova foto d'aquest monument |
| Edifici al carrer Santa Maria, 4                                                  | BCIL 2021       |                                                                        | Caldes de Malavella C. Santa Maria, 4                                                               | 41° 50′ 13″ N, 2° 48′ 34″ E / 41.83698°N,2.80947°E   | IPA-52902     | Carregueu una nova foto d'aquest monument |
| Ca la Romana                                                                      | BCIL 2021       | XX                                                                     | Caldes de Malavella C. Sant Grau, 27 - pl. de l'Ermita                                              | 41° 50′ 19″ N, 2° 48′ 30″ E / 41.838607°N,2.808249°E | IPA-52909     | Ca la Romana (Caldes de Malavella) · Vegeu més fotos d'aquest monument · Carregueu una nova foto d'aquest monument                                    |
| Edifici a l'avinguda Doctor Furest, 16                                            | BCIL 2021       | XX                                                                     | Caldes de Malavella Av. Dr. Furest, 16                                                              | 41° 50′ 14″ N, 2° 48′ 25″ E / 41.83736°N,2.80705°E   | IPA-52910     | Carregueu una nova foto d'aquest monument |
| Edifici a l'avinguda del Doctor Furest, 63                                        | BCIL 2021       | XX                                                                     | Caldes de Malavella Av. Dr. Furest, 63                                                              | 41° 50′ 15″ N, 2° 48′ 19″ E / 41.837626°N,2.805205°E | IPA-52911     | Edifici a l'avinguda del Doctor Furest, 63 (Caldes de Malavella) · Vegeu més fotos d'aquest monument · Carregueu una nova foto d'aquest monument      |
| Casa Josep Soler                                                                  | BCIL 2021       | XX                                                                     | Caldes de Malavella Rambla Recolons, 29                                                             | 41° 50′ 11″ N, 2° 48′ 36″ E / 41.83627°N,2.80989°E   | IPA-52913     | Carregueu una nova foto d'aquest monument |
| Casa d'Enriqueta Vilagran                                                         | BCIL 2021       | XX                                                                     | Caldes de Malavella C. de les Absis Romàniques, 6                                                   | 41° 50′ 12″ N, 2° 48′ 34″ E / 41.83671°N,2.80954°E   | IPA-52914     | Carregueu una nova foto d'aquest monument |
| Antic Ajuntament de Caldes de Malavella                                           | BCIL 2021       | XVIII                                                                  | Caldes de Malavella Pl. Ajuntament, 8                                                               | 41° 50′ 20″ N, 2° 48′ 35″ E / 41.83883°N,2.80971°E   | IPA-52931     | Antic Ajuntament de Caldes de Malavella · Vegeu més fotos d'aquest monument · Carregueu una nova foto d'aquest monument                               |
| Edifici al carrer Major, 24-26                                                    | BCIL 2021       | Obra popular XVII-XVIII                                                | Caldes de Malavella C. Major, 24-26                                                                 | 41° 50′ 16″ N, 2° 48′ 36″ E / 41.83765°N,2.80992°E   | IPA-52932     | Carregueu una nova foto d'aquest monument |
| Torre de les Punxes                                                               | BCIL 2021       | Modernisme XX                                                          | Caldes de Malavella Av. Dr. Furest, 14                                                              | 41° 50′ 14″ N, 2° 48′ 26″ E / 41.83733°N,2.80713°E   | IPA-52933     | Torre de les Punxes (Caldes de Malavella) · Vegeu més fotos d'aquest monument · Carregueu una nova foto d'aquest monument                             |
| Casa al carrer Plaça Petita, 5                                                    | BCIL 2021       | Obra popular XVII-XVIII                                                | Caldes de Malavella C. Plaça Petita, 5                                                              | 41° 50′ 18″ N, 2° 48′ 36″ E / 41.83840°N,2.80989°E   | IPA-52934     | Carregueu una nova foto d'aquest monument |
| Edifici al carrer Mas Ros, 17                                                     | BCIL 2021       | XX                                                                     | Caldes de Malavella C. Mas Ros, 17 - c. Jacint Verdaguer                                            | 41° 50′ 10″ N, 2° 48′ 32″ E / 41.83598°N,2.80891°E   | IPA-52935     | Carregueu una nova foto d'aquest monument |
| Edifici a l'avinguda Doctor Furest, 2                                             | BCIL 2021       | XX                                                                     | Caldes de Malavella Av. Dr. Furest, 2 - pl. Sant Esteve                                             | 41° 50′ 14″ N, 2° 48′ 28″ E / 41.83718°N,2.80776°E   | IPA-52937     | Carregueu una nova foto d'aquest monument |
| Casa de Joan Camps                                                                | BCIL 2021       | XX                                                                     | Caldes de Malavella C. Nou, 42                                                                      | 41° 50′ 11″ N, 2° 48′ 27″ E / 41.836254°N,2.807507°E | IPA-52938     | Carregueu una nova foto d'aquest monument |
| Edifici al carrer Sant Esteve, 20                                                 | BCIL 2021       | XX                                                                     | Caldes de Malavella C. Sant Esteve, 20                                                              | 41° 50′ 07″ N, 2° 48′ 25″ E / 41.83527°N,2.80703°E   | IPA-52939     | Carregueu una nova foto d'aquest monument |
| Edifici al carrer Jacint Verdaguer, 6                                             | BCIL 2021       | Obra popular XX                                                        | Caldes de Malavella C. Jacint Verdaguer, 6                                                          | 41° 50′ 10″ N, 2° 48′ 34″ E / 41.83602°N,2.80951°E   | IPA-52940     | Carregueu una nova foto d'aquest monument |
| Edifici al carrer Major, 2                                                        | BCIL 2021       | Obra popular XVIII                                                     | Caldes de Malavella C. Major, 2                                                                     | 41° 50′ 18″ N, 2° 48′ 35″ E / 41.83836°N,2.80967°E   | IPA-52943     | Edifici al carrer Major, 2 (Caldes de Malavella) · Vegeu més fotos d'aquest monument · Carregueu una nova foto d'aquest monument                      |
| Edifici al carrer Santa Maria, 22                                                 | BCIL 2021       | XX                                                                     | Caldes de Malavella C. Santa Maria, 22                                                              | 41° 50′ 12″ N, 2° 48′ 32″ E / 41.83677°N,2.80880°E   | IPA-52944     | Carregueu una nova foto d'aquest monument |
| Edifici al carrer Major, 28                                                       | BCIL 2021       | XVII-XIX                                                               | Caldes de Malavella C. Major, 28                                                                    | 41° 50′ 15″ N, 2° 48′ 36″ E / 41.83755°N,2.80991°E   | IPA-52945     | Carregueu una nova foto d'aquest monument |
| Edifici al carrer Major, 17                                                       | BCIL 2021       | Obra popular XVII-XVIII                                                | Caldes de Malavella C. Major, 17                                                                    | 41° 50′ 16″ N, 2° 48′ 36″ E / 41.83791°N,2.80988°E   | IPA-52946     | Carregueu una nova foto d'aquest monument |
| Villa Teresita                                                                    | BCIL 2021       | XX                                                                     | Caldes de Malavella C. Sant Antoni, 13 - c. Núria, 11 - c. Jacint Verdaguer, 12                     | 41° 50′ 11″ N, 2° 48′ 33″ E / 41.83632°N,2.80908°E   | IPA-52947     | Carregueu una nova foto d'aquest monument |
| Font dels Bullidors                                                               | BCIL 2021       |                                                                        | Caldes de Malavella C. Sant Grau                                                                    | 41° 50′ 18″ N, 2° 48′ 31″ E / 41.83835°N,2.80871°E   | IPA-52948     | Font dels Bullidors (Caldes de Malavella) · Vegeu més fotos d'aquest monument · Carregueu una nova foto d'aquest monument                             |
| Font de Sant Narcís                                                               | BCIL 2021       |                                                                        | Caldes de Malavella C. Termes Romanes - c. Vall-llobera                                             | 41° 50′ 17″ N, 2° 48′ 32″ E / 41.83814°N,2.80876°E   | IPA-52949     | Carregueu una nova foto d'aquest monument |
| Pont de Mas Feliu                                                                 |                 |                                                                        | Caldes de Malavella                                                                                 | 41° 50′ 58″ N, 2° 50′ 50″ E / 41.849474°N,2.847268°E | IPA-53001     | Carregueu una nova foto d'aquest monument |